# El pistoler
El pistoler (títol original en anglès: Man with the Gun) és una pel·lícula estatunidenca dirigida per Richard Wilson, estrenada el 1955. Ha estat doblada al català.

## Argument[2]
El 1870, a l'Oest americà, Clint Tollinger, un professional, conegut com l'"home de gris", és contractat per netejar una ciutat terroritzada per bandits.
Després de 14 assassinats en un any i un tiroteig de nit i l'incendi d'una casa en construcció, el mariscal diu a l'ajuntament que no està segur del que es pot fer, el consell li diu que llogui Tollinger per netejar la ciutat. Tollinger comença advertint dos coneguts pistolers que marxin de la ciutat. Llavors comença a desarmar tothom a la ciutat. Després en una confrontació desapercebuda mata el dos pistolers que havia advertit prèviament.

## Repartiment
- Robert Mitchum: Clint Tollinger
- Jan Sterling: Nelly Bain
- Karen Sharpe: Stella Atkins
- Henry Hull: Marshal Lee Sims
- Emile Meyer: Saul Atkins
- John Lupton: Jeff Castle
- Barbara Lawrence: Ann Wakefield
- Ted DeCorsia: Frenchy Lescaux
- Leo Gordon: Ed Pinchot
- James Westerfield: Mr. Zender

Actors que no surten als crèdits
- Angie Dickinson: Kitty
- Claude Akins: Jim Reedy
- Stafford Repp: Arthur Jackson